# Patrimoni dell'umanità di Barbados
I patrimoni dell'umanità di Barbados sono i siti dichiarati dall'UNESCO come patrimonio dell'umanità a Barbados, che è divenuto parte contraente della Convenzione sul patrimonio dell'umanità il 9 aprile 2002.
Al 2022 un solo sito è iscritto nella Lista dei patrimoni dell'umanità: Bridgetown storica e la sua guarnigione, scelto nel 2011 in occasione della trentacinquesima sessione del comitato del patrimonio mondiale. Due sono invece le candidature per nuove iscrizioni.

## Siti del Patrimonio mondiale
| Foto | Sito                                    | Luogo      | Tipo                          | Anno | Descrizione |
| ---- | --------------------------------------- | ---------- | ----------------------------- | ---- | --- |
|      | Bridgetown storica e la sua guarnigione | Bridgetown | Culturale (1376; ii, iii, iv) | 2011 | Bridgetown storica e la sua guarnigione, un eccezionale esempio di architettura coloniale britannica costituita da un centro storico ben conservato costruito nei secoli XVII, XVIII e XIX, che testimonia la diffusione dell'impero coloniale atlantico della Gran Bretagna. La proprietà comprende anche un vicino presidio militare costituito da numerosi edifici storici. Con il suo impianto urbano a serpentina, il sito testimonia un diverso approccio all'urbanistica coloniale rispetto alle città coloniali spagnole e olandesi della regione, costruite secondo una pianta a griglia. |

## Siti candidati
| Foto | Sito                                                         | Luogo                                                            | Tipo                          | Anno       | Descrizione |
| ---- | ------------------------------------------------------------ | ---------------------------------------------------------------- | ----------------------------- | ---------- | --- |
|      | Distretto scozzese di Barbados                               | Saint Andrew                                                     | Naturale (1993)               | 18/01/2005 | Barbados presenta diverse caratteristiche geologiche, geografiche, biologiche e culturali distintive e in parte uniche, la maggior parte delle quali si trova nel distretto scozzese. L'altura maggiore è il Monte Hillaby, a 340 m sul livello del mare. Fisiograficamente, il distretto scozzese appare come una mezza conca contenente gli altopiani collinari delle Barbados, con una vegetazione fitta, in parte simile a una giungla, del tutto diversa dal resto dell'isola, che è piuttosto piatta, disboscata e comunemente usata per l'agricoltura. La vivace topografia all'interno della mezza conca è il risultato dell'interazione di complesse piegature tettoniche, faglie ed erosione superficiale, che comunemente genera frane. Questi sono anche i motivi per cui il distretto scozzese è relativamente scarsamente popolato e non utilizzato per l'agricoltura, tranne che in alcune sacche molto piccole. |
|      | Patrimonio industriale di Barbados: storia di zucchero e rum | Christ Church, Saint Andrew, Saint John, Saint Lucy, Saint Peter | Culturale (5942; ii, iii, vi) | 02/12/2014 | Le aree candidate includono elementi rappresentativi della coltivazione e lavorazione dello zucchero, percorsi marittimi e terrestri e sistemazioni residenziali per le popolazioni lavoratrici e i proprietari terrieri, nella tradizionale area delle piantagioni di canna da zucchero fin dal XVII secolo, affioramenti argillosi, risorse idriche e formazioni geologiche. Le aree selezionate si sono evolute nel corso di diversi secoli e sono esempi di resti e paesaggi intatti della produzione dello zucchero. Le cinque componenti proposte sono la St. Nicholas Abbey, il mulino di Morgan Lewis, il Codrington College, il cimitero degli schiavi di Newton e le distillerie di Mount Gay. |